# Litoria castanea
Litoria castanea е вид земноводно от семейство Дървесници (Hylidae). Видът е критично застрашен от изчезване.

## Разпространение
Видът е ендемичен за югоизточната част на Австралия.